# パク・ハンビョル
パク・ハンビョル（박 한별、朴 韓星、1984年11月17日 - ）は 、韓国の女優。身長168cm、体重47kg、血液型O型。

## 来歴
2002年、韓国ファッション雑誌『CeCi』で表紙のモデルになる。2003年、韓国ホラー映画「女校怪談3-狐怪談」で女優デビュー。その後も、映画では「二つの月」「분신사바 2/笔仙 II」といったホラー作品を中心に出演している。テレビドラマでは「窈窕淑女」でCAのチェ・スヨン役、「大切に育てた娘ハナ」で主役のチャン・ハナ役を演じている。
さらに、女優業以外にも進出。「スタルリ」という女性ファッションブランドを立ち上げ、自身がデザインした衣料品のショップを直接運営している。

## 学歴
- 仙和芸術中学校[1]
- 仙和芸術高等学校 舞踊科 (転校)[1]
- 安養芸術高等学校 演劇映画科[1]
- 中央大学校 演劇映画学科 (中退)[1]
- 建国大学校 映画芸術学科 (在学)[1]

## 出演作品

### ドラマ
- 窈窕淑女（2003年、SBS） - チェ・スヨン役
- 漢江ブルース（2004年-2005年、MBC） - ミエ役
- Freeze（フリーズ）（2006年、CGV） - キム・ジウ役
- ファンタスティック・カップル（2006年、MBC） - オ・ユギョン役
- ブルーフィッシュ（2007年、SBS） - カン・ユンジョン役
- カップルブレイキング（2007年、CGV） - ハン・ヨギョン役
- みんなでチャチャチャ（2009年、KBS1） - ハン・ジンギョン役
- オー!マイレディ（2010年、SBS） - ホン・ユラ役
- ますます意気揚々（2011年、MBN） - イ・ハンビョル役
- 大切に育てた娘ハナ（2013年-2014年、SBS） - チャン・ハナ／チャン・ウンソン役
- 匂いを見る少女（2015年、SBS） - チュ・マリ役 (特別出演)
- 愛人がいます（2015年-2016年、SBS） - カン・ソルリ役
- アントラージュ（2016年、tvN） (特別出演)
- 奥様はサイボーグ（2017年、MBC） - ボーグマム／イ・ミソ役
- 悲しくて、愛（2019年、MBC） - ユン・マリ／ウ・ハギョン役

### 映画
- 女校怪談 3 - 狐怪談（2003年） - キム・ソヒ役
- 宿命（2008年） - チョン・ウニョン役
- 55サイズ（2009年） - ユン・セリョン役
- ヨガ教室（2009年） - ソン・ヨンジュ役
- マイ・ブラック・ミニドレス（2011年） - ユン・ヘジ役
- 二つの月（2012年） - イ・ソヒ役
- 분신사바 2/笔仙 II（2013年） - ソン・チエン役
- 甘い疾走（2014年） - スジョン役

### ミュージックビデオ
- ソヤ・アンド・サン - 笑ってアンニョン（2010年）
- SE7EN - I'm Going Crazy（2010年）
- Ulala Session - 美しい夜（2012年）

## 受賞歴
- 2003年 : SBS演技大賞 ニュースター賞 - 窈窕淑女[2]
- 2010年 : 第5回 アジアモデル賞授賞式 - ファッションスター部門モデル特別賞[3]
- 2015年 : SBS演技大賞 ベストエンターテイナー賞、長編ドラマ部門女子特別演技賞[4]

## 広報大使
- 2009年8月 : 建国大学校 広報大使
- 2010年6月 : 第13回保寧モード祭り 広報大使
- 2011年 : 雪岳映画祭 広報大使[5]
- 2011年8月 : 平和運動連合 平和広報大使[6]
- 2011年10月 : 国際公益広告祭 広報大使[7]